# مأخوذ (فلم)
مَأخُوذ أو أُخِذَ (بالإنجليزية: Seized) هو فيلم حركة تم إنتاجه في الولايات المتحدة وصدر سنة 2020 بطولة سكوت أدكنز وماريو فان بيبلس ومن إخراج إزاك فلورنتاين.

## القصة
يتعرض عميل سابق في القوات الخاصة لكارثة عائلية، حينما يتم اختطاف ابنه في ظروف غامضة، ليجد نفسه في مواجهة مع ثلاث عصابات إجرامية خطيرة في سبيل إنقاذ نجله.

## وصلات
مقالات تستعمل روابط فنية بلا صلة مع ويكي بيانات